# Eipo
Die Eipo (teilweise in der Literatur als Eipomek gelistet) sind Bewohner des Zentralgebirges im Hochtal des Eipomek (des gleichnamigen Flusses) in Westneuguinea. Die melanesische Kultur der Eipo ist mit einem Alter von 50.000 Jahren eine der ältesten der Welt. 1975 zählten Verhaltensforscher noch 800 Eipo.

## Morphologische Merkmale
Die Eipo sind kleine, pygmäenhafte Menschen, deren durchschnittliche Körpergröße bei Männern unter 145 cm und bei Frauen unter 140 cm liegt. Das durchschnittliche Körpergewicht liegt bei 40 kg. Gleichwohl sind die Eipo muskulös und aufgrund ihrer Lebensumstände sehr leistungsfähig. Oft tragen sie Lasten (Früchte und Brennholz), die mehr als ihr Körpergewicht ausmachen, über Stunden hinweg in ihre Dörfer.

## Siedlungen
Die Eipo leben in 1600 bis 2100 m Höhe des tropischen Hochgebirges, genau in der Regenzone. Tagsüber herrschen Temperaturen von 20 bis 25 °C, nachts zwischen 11 und 13 °C.
Die Dörfer stehen an verteidigungstechnisch günstigen Stellen und haben die typische Struktur eines Haufendorfes. Etwa zehn bis dreißig Rundhütten beherbergen 40 bis 150 Bewohner pro Dorf. In der Mitte des Dorfes stehen die sakralen Männerhäuser (der Versammlungsort der Männer und das Zentrum religiöser Zeremonien) und der Zeremonialplatz. Abseits befindet sich das Frauenhaus. Im Rahmen der Missionierungseinflüsse wandelt sich der Zweck der Männerhäuser. Zunehmend findet dort Informationsaustausch statt oder es werden Gäste untergebracht. Auch dienen sie als Lagerstätte für Kultobjekte. Für Frauen sind die Männerhäuser bis heute tabu. Im Frauenhaus wohnen die weiblichen Eipo während ihrer Menstruation, bei Krankheit und vor der Niederkunft, da diese Lebensumstände als unrein gelten und daher zur Absonderung zwingen. Der Zutritt für Männer in das Frauenhaus ist nur unter besonderen Bedingungen gestattet, wie zur Nahrungsversorgung.

## Wirtschaft
Die Eipo betreiben Gartenanbau, wobei in der Hauptsache Süßkartoffeln, Bananen, Gemüse und Taro (Aronstabgewächs) angebaut werden. Daneben sind die Eipo Jäger und Sammler, wobei tierisches Eiweiß rar ist und nur eine unbedeutende Rolle für die Ernährung der Eipo spielt. Das Sammeln ist Aufgabe der Frauen. Gesammelt werden Insekten und Kleingetier. Kinder und Frauen verzehren ihren Fang in der Regel selbst. Vögel werden durch gekonnte Stimmimitationen angelockt. Die Männer erlegen vor allem Beuteltiere, die entfernte Verwandte der Kängurus sind. Die Jäger setzen Pfeil und Bogen ein und lassen sich durch eigens abgerichtete Hunde unterstützen. Neben Hunden werden Schweine als Haustiere gehalten. Zu speziellen Anlässen werden die Schweine geschlachtet. Angehörige mancher Clans dürfen das Fleisch nicht essen, weil das Schwein als ihr mythischer Vorfahr gilt.
Steinmesser, Nagetierzahnschaber, Knochendolche und weitere Gegenstände aus Holz, Knochen, Rinde und Fasern bilden die Ausrüstung.

## Kultur

### Allgemein
Die Eipo gehören zur Sprach- und Kulturfamilie der Mek. Ihre Sprache ist eine Untergruppe der Meksprache. Mek bedeutet Wasser, Fluss oder Bach. Das erste Wörterbuch der Eipo-Sprache wurde von Volker Heeschen und Wulf Schiefenhövel veröffentlicht.
Die Frauen- und Männerwelt ist klar getrennt. Beide Geschlechter unterstützen dennoch einander. Die Eipos sind eine akephale Gesellschaft (das heißt: ohne etablierte Häuptlingsfunktion). Rollen als Initiatoren können zur Eigenschaft als „Big Men“ führen. Gehen Charisma oder Vitalität verloren, geht der gesellschaftliche Einfluss verloren.

### Geburt und Tod
Die Frauen gebären im Freien, wo sie von geburtserfahrenen Frauen umsorgt werden. Meist wird das Kind im Sitzen oder Stehen auf die Welt gebracht. Die Säuglingssterblichkeit ist erstaunlich gering, sie beträgt im 1. Lebensjahr 6 %. Die Säuglinge und die Kleinkinder werden bei den Eipo grundsätzlich sehr einfühlsam und liebevoll behandelt. Sie haben unbehinderten Zugang zur Mutterbrust, sind weit mehr als die Hälfte des Tages in Körperkontakt mit einer Bezugsperson und schlafen nachts meist am Körper der Mutter. Die Kleinkinder entwickeln sich daher schnell, oft können sie schon vor Vollendung des ersten Lebensjahres gehen. Gleichwohl wurde von Wulf Schiefenhövel Mitte der 1970er-Jahre festgehalten, dass massiv Kindstötungen vorgenommen wurden. Bei zwanzig Geburten wurden neun Tötungen registriert, die in sieben Fällen wiederum Mädchen betrafen. Als Ursache wurde die Antizipation von Ernährungsproblemen angenommen, denen dadurch begegnet werden sollte. Mehr lebende Frauen bedeuteten mehr zu ernährende Kinder und damit eine Verschärfung des Überlebenskampfes.
Die Eipo gelten als ein sehr kriegerisches Volk. Die Kämpfe untereinander und die Kriege gegen Nachbarn fordern viele Tote. Etwa ein Fünftel bis ein Viertel aller Männer sterben eines gewaltsamen Todes. In einigen Fällen wird der getötete Feind in der Dorfgemeinschaft aufgegessen. Nur so, sagen die Eipo, sei es möglich, diese verhassten Feinde vollkommen zu vernichten. Tote des eigenen Dorfes werden in der Krone entlaubter Bäume bestattet. Mit Blättern und Rinden wird der Leichnam vor Regen geschützt. So entsteht eine Mumie, die später beigesetzt wird.

### Hochzeit
Frauen haben großen Einfluss auf die Familie, auf die Hausgemeinschaft und auf die Nachbarschaft, doch treffen die Männer die wichtigen Entscheidungen. Frauen können sich von einem ungeliebten Ehemann trennen und ziehen in solchen Fällen zu ihrer Verwandtschaft zurück, die oft in einem anderen Tal lebt, da strikte Clanexogamie (Heirat nur außerhalb des Clans) eingehalten wird. Die Kinder werden dem Clan des Vaters zugerechnet.
Als die ideale Verbindung wird die von den Eltern arrangierte Heirat gesehen, doch die jungen Leute sind oft nicht glücklich über diese Entscheidung und versuchen ihre eigene Wahl durchzusetzen, was ihnen häufig gelingt. Bei der Heirat spielen Familiengaben von Braut und Bräutigam sowie das Ausrichten von Zeremonien und Festen eine große Rolle. Frauen mittleren Alters beginnen nicht selten außereheliche Affären. Leidenschaftliche Liebesbeziehungen und Eifersuchtsszenen sind keine Seltenheit. Oft werden in der Verliebtheit anspruchsvolle Lieder gedichtet (vergleiche hierzu: Musik und Tanz der Eipo).

### Mythen und Märchen
Die Eipo führen ihre Abstammung auf einen mythischen Urvater zurück, der durch übernatürliche Kräfte gesetzt wurde. Diese Ursprungsmythen sind eng mit religiösen Ritualen verknüpft und werden vor Frauen zurückgehalten. Märchen werden demgegenüber erzählt.